# 加藤正俊
加藤 正俊（かとう しょうしゅん、1929年11月1日 - 2009年9月8日）は、臨済宗の僧、仏教学者。
京都府与謝郡加悦町（現・与謝野町）出身。臨済学院中学部を経て、1954年花園大学仏教学部卒。その後、臨済宗妙心寺派円福僧堂に掛搭。1956年（昭和31年）より天龍寺塔頭の慈済院の稲葉心田に師事した。そして1972年には立命館大学大学院日本史学修士課程修了。1964年禅文化研究所研究員、花園大学文学部教授。2000年名誉教授。天龍寺塔頭金剛院住職。2009年9月、京都市内の病院で遷化。。

## 著書
- 『裏千家茶道教科 教養編 4 百人の禅僧』淡交社 1979
- 『近世禅僧伝 7 白隠和尚年譜』思文閣出版 1985
- 『いのちの風景 多様な人生から学ぶ』光雲社 1987
- 『関山慧玄と初期妙心寺』思文閣出版 2006

### 共編著
- 『禅画の世界』福嶋俊翁共著 淡交社 1978
- 『文人書譜 9 白隠』柳田聖山共著 淡交社 1979
- 『日本仏教宗史論集 第7巻 栄西禅師と臨済宗』平野宗浄共編 吉川弘文館 1985
- 『円相 禅の究極』編著 毎日新聞社 1986
- 『盤珪禅師遺芳』編 盤珪禅師遺墨集刊行会 1993
- 『夢窓国師遺芳 夢窓国師六百五十年遠諱記念』編著 大本山天龍寺 2000